# Unkenberger Mähder
Unkenberger Mähder este o arie protejată (arie specială de conservare — SAC, sit de importanță comunitară — SCI) din Austria întinsă pe o suprafață de 27,17 ha, integral pe uscat.

## Localizare
Centrul sitului Unkenberger Mähder este situat la coordonatele 47°37′55″N 12°40′27″E / 47.632°N 12.6742°E.

## Înființare
Situl Unkenberger Mähder a fost declarat sit de importanță comunitară în decembrie 2018 pentru a proteja un număr necunoscut de specii din flora spontană și fauna sălbatică aflate în arealul zonei. Situl a fost protejat și ca arie specială de conservare în iunie 2021.

## Biodiversitate
Situată în ecoregiunea alpină, aria protejată conține 1 habitat natural: Fânețe montane.
La baza desemnării sitului se află un număr nedeclarat de specii protejate.